# Sandnäsörarna
Sandnäsörarna är en ö i Finland. Den ligger i Finska viken och i kommunen Pyttis i den ekonomiska regionen  Kotka-Fredrikshamn i landskapet Kymmenedalen, i den södra delen av landet. Ön ligger omkring 18 kilometer väster om Kotka och omkring 95 kilometer öster om Helsingfors.
Öns area är 0,4 hektar och dess största längd är 250 meter i nord-sydlig riktning.